# Pil (film)
Pour les articles homonymes, voir Pil.
Pour plus de détails, voir Fiche technique et Distribution.
Pil est un film d'animation 3D français réalisé par Julien Fournet et sorti en 2021.
Il s'agit du troisième long-métrage du studio toulousain TAT Productions, après Les As de la jungle et Terra Willy, planète inconnue.

## Synopsis
Pil, une petite orpheline, vit dans la cité médiévale de Roc-en-Brume, avec trois « fouines » (en réalité une belette, une hermine , un furet, et une genette à la fin) qu'elle a apprivoisées. Elle survit en volant de la nourriture du château du régent Tristan, qui a pour projet d'usurper le trône. Alors que Tristan essaie d'empoisonner l'héritier légitime, Roland, ce dernier est accidentellement transformé en « chapoul », une créature moitié chat, moitié poule. De son côté, afin d'échapper aux gardes, Pil endosse un costume de princesse. Elle se retrouve contre son gré prise dans une aventure à la recherche de Roland.

## Fiche technique
Sauf indication contraire, les informations mentionnées dans cette section peuvent être confirmées par les bases de données cinématographiques IMDb, Allociné et Unifrance,  présentes dans la section « Liens externes ».
- Titre : Pil
- Titre à l'international : Pil's Adventures
- Réalisation : Julien Fournet
- Scénario : Julien Fournet
- Musique : Olivier Cussac
- Montage : Magali Batut, Hélène Blanchard et Jean-Christian Tassy
- Direction de l'animation : Alexis Artaud
- Production : David Alaux, Éric Tosti et Jean-François Tosti
- Sociétés de production : 
  - Production déléguée : TAT Productions
  - Co-production : SND – Groupe M6, France 3 Cinéma
- Société de distribution : SND – Groupe M6
- Budget : 10 millions €[2]
- Pays de production :  France
- Langue originale : français
- Format : couleurs
- Genre :Animation, comédie d'aventure
- Durée : 89 minutes
- Dates de sortie :
  - France et Suisse romande : 11 août 2021

## Distribution des voix
Sauf indication contraire, les informations mentionnées dans cette section peuvent être confirmées par les bases de données cinématographiques IMDb et Allociné,  présentes dans la section « Liens externes ».
- Kaycie Chase : Pil
- Paul Borne : Crobar
- Julien Crampon : Rigolin / Maître Crapulo
- Pierre Tessier : Tristain
- Gauthier Battoue : Roland
- Barbara Tissier : Aliénor
- Emmanuel Curtil : Lugan
- Enrique Carballido : le chef des mercenaires
- Laurent Maurel : le berger
- Martine Irzenski : la sorcière
- Jérémy Prévost : le hérault

## Production
Après le succès critique et commercial de ses productions télévisées, dont la plus notable est la série Les As de la jungle, TAT Productions se lance dans la réalisation de longs métrages avec Les As de la jungle; Sorti en 2017, il est un nouveau succès à l'international pour le studio qui poursuit avec la production de trois autres films : Terra Willy, planète inconnue (2019), Les Aventures de Pil (2021, finalement intitulé Pil) et Argonautes (2022).
Entièrement réalisé en interne et en animation 3D, Pil présente un budget de dix millions d'euros. La production est momentanément arrêtée durant le premier confinement dû à la pandémie de Covid-19.
La distribution est assurée en France et à l'international par la Société nouvelle de distribution du groupe M6,. En 2020, la distribution de Pil est achetée par une dizaine de sociétés couvrant une trentaine de pays, dont l'Espagne, Israël, les Pays-Bas, la Russie, Taïwan, les pays scandinaves, du Moyen-Orient et de l'ex-Yougoslavie, ainsi que par la Berlinale et le festival de Cannes.
La sortie en France est initialement prévue pour le 13 octobre 2021, mais elle est avancée par SND au 11 août 2021, à la suite de la réouverture des salles de cinéma.

## Box office
| Pays ou région    | Box-office                      |
| ----------------- | ------------------------------- |
| France            | 470 705 entrées                 |
| Pologne           | 199 889 entrées                 |
| Roumanie          | 111 000 entrées                 |
| Tchéquie          | 102 839 entrées                 |
| Russie            | 85 000 entrées                  |
| Slovaquie         | 77 715 entrées                  |
| Suède             | 43 000 entrées                  |
| Turquie           | 56 905 entrées                  |
| Espagne           | 38 476 entrées                  |
| Portugal          | 34 388 entrées                  |
| Danemark          | 33 324 entrées                  |
| Israël            | 77 502 entrées                  |
| Mexique           | 150 482 entrées                 |
| Colombie          | 72 099 entrées                  |
| Pérou             | 51 000 entrées                  |
| Venezuela         | 28 000 entrées                  |
| Corée du Sud      | 41 046 entrées                  |
| Vietnam           | 40 000 entrées                  |
| Australie         | 26 000 entrées                  |
| Total hors France | 1 613 068 entrées - 8 352 062 € |
| Total Monde       | 2 083 773 entrées               |